# ابوزینب
ابو زینب فیلمی به کارگردانی علی غفاری محصول سال ۱۳۹۳ است.

## خلاصه داستان
این فیلم در مورد زندگی استشهادی عامر کلاکش اشت و به ماجرای مقاومت یک خانواده لبنانی در سال‌های اشغال این کشور به دست اسراییل می‌پردازد. این فیلم روایتگر ایثار و فداکاری مادر خانواده‌ای است که با تحمل رنج‌های فراوان، رازی را در سینه نهفته دارد.